# クレヨンしんちゃん 爆盛!カンフーボーイズ〜拉麺大乱〜
『クレヨンしんちゃん 爆盛!カンフーボーイズ～拉麺大乱～』（クレヨンしんちゃん ばくもり カンフーボーイズ らーめんたいらん）は、2018年4月13日に公開の日本のアニメーション映画で、クレヨンしんちゃん劇場映画26作目である。

## 概要

### ストーリー案
シリーズとしては初めて「カンフー」をテーマにしており、春日部の中華街“アイヤータウン”を舞台にしたアクション作品となっている。カスカベ防衛隊がメインになるのは第24作の『爆睡!ユメミーワールド大突撃』（2016年）以来2年ぶりだが、単独としては『バカうまっ!B級グルメサバイバル!!』（2013年）以来5年ぶりとなる。
春日部が舞台という事もあり、テレビシリーズのレギュラーキャラが多く登場している。
テレビシリーズからは、台詞なしでマスターヨダ、ロベルト・マクガイヤー、役津栗優、大家主代、石坂純一、大原四十郎、鈴木けんすけ、須毛駒志郎、武蔵野剣太、売間久里代が初登場。また、四郎は、台詞付きでの劇場版は初となる。（台詞なしでの初登場は、『オラの引越し物語 サボテン大襲撃』である）。ただし、短編劇場版を含むと石坂純一は『クレしんパラダイス! メイド・イン・埼玉』が初登場となる。
カンフーを題材にした作品は過去に何度か候補に挙がっていたものの、しんのすけ達が相手を殴ったり蹴ったりするのは画的にふさわしくないと言う理由で遠ざけられていたが、「柔らかい部分だけで戦う」という要素をテーマに実現した。企画当初は、お尻で戦う「尻拳」や耳たぶで戦うものがあったが最終的に「ぷにぷに拳」に落ち着き、この決定には監督自身の育児経験からの要因も大きい。また「やっぱり土に汚れるのがカンフー」とコンセプトの一つに土ぼこりを意識していたが、監督は「あまり活かせなかった」と語る。

### スタッフ
監督は前作の橋本昌和から『ガチンコ!逆襲のロボとーちゃん』（2014年）と『爆睡!ユメミーワールド大突撃』（2016年）で監督を務めた髙橋渉が2年ぶりの再登板。本作では絵コンテと演出を兼任する。脚本は『バカうまっ!B級グルメサバイバル!!』（2013年、浦沢義雄と共同執筆）と『オラの引っ越し物語 サボテン大襲撃』（2015年）で脚本を担当し、テレビシリーズや外伝シリーズでもシリーズ構成・脚本を務めるうえのきみこが3年ぶりに脚本を執筆する。
作画面では、三原三千夫が『爆睡!ユメミーワールド大突撃』以来、2年ぶりに登板し、本作ではキャラクターデザインの他に絵コンテ、演出、原画を担当している。三原がキャラクターデザインを担当するのは初である。また、久野遥子が前作に引き続き参加し、プロローグ、エンディングイラスト、絵コンテ、原画を担当している。

### ゲスト声優
2018年2月16日、お笑いコンビ・ANZEN漫才とお笑いタレントの関根勤（いずれも浅井企画）が決定。みやぞんは敵のミヤ・ゾン役、あらぽんはブラックパンダラーメンを食べて凶暴化した一般客、関根はぷにぷに拳を教える師匠役として出演する。
ANZEN漫才は本作でアニメ声優初挑戦、関根は2001年に公開された『嵐を呼ぶ モーレツ!オトナ帝国の逆襲』（2001年）以来、17年ぶりの出演となる。

### 主題歌
2018年1月26日放送のテレビシリーズにて、ももいろクローバーZの『笑一笑 〜シャオイーシャオ!〜』が起用されることが決定した。この他、劇中歌やゲスト声優も担当する。

### 関連企画・その他
本作に合わせ、過去に佐藤マサオをメインにしたストーリーを集めたDVD「クレヨンしんちゃん きっとベスト☆特盛！佐藤マサオ」（2枚組）が2018年4月5日にバンダイビジュアルより発売された。
第1作目～第25作目までは公開日が土曜日となっていたが、本作以降の公開日は金曜日となっている。その為、例年公開初日に行われた初日舞台挨拶は行われず、翌日の土曜日に公開記念舞台挨拶という形で行われることとなった。
映画公開と同日に双葉社アクション・コミックスにてコミカライズ版（作画：高田ミレイ）が、公開より一日遅く双葉社ジュニア文庫にてノベライズ版がそれぞれ発売された。
2018年3月24日からは、日本三大中華街とコラボレーションした「映画クレヨンしんちゃん 爆盛フェア」が開催された。
なお、本作は中国の文化をテーマにしており『オラの引越し物語 サボテン大襲撃』（2015年）のメキシコ以来、3年ぶりの日本国外の文化をテーマにしている。舞台は春日部と中国で、中国が登場する作品は『電撃!ブタのヒヅメ大作戦』（1998年）以来20年ぶりである（返還直後の香港）。
テレビシリーズ開始当初からしんのすけの声を担当した矢島晶子が同年6月29日放送分をもって降板する事が決定したため、矢島が演じるしんのすけが登場する劇場版としては本作が最後となった。次作『新婚旅行ハリケーン 〜失われたひろし〜』以降の劇場版からは、同年7月より2代目を引き継いだ小林由美子が担当している。そのためこの映画は、カスカベ防衛隊の初代キャスト（矢島、真柴摩利、林玉緒、一龍斎貞友、佐藤智恵）がそろって出演した最後の作品である。

### テレビシリーズにおける関連作品
3月2日の放送分のテレビスペシャルでは、本作に登場する「パンダ」と「ラーメン」題材にしたオリジナルストーリー「オラ、双子パンダの飼育係だゾ」「爆盛!のはらーめんだゾ」が放映された。後者の脚本は本作の脚本であるうえのきみこが担当。
| 放送日 | タイトル                     | 脚本         | 絵コンテ | 演出     | 作画監督   |
| ------ | ---------------------------- | ------------ | -------- | -------- | ---------- |
| 3月2日 | オラ、双子パンダの飼育係だゾ | 清水東       | 横山広行 | 横山広行 | 木村陽子   |
| 3月2日 | 爆盛!のはらーめんだゾ        | うえのきみこ | 横山広行 | 横山広行 | 間々田益男 |

### コミカライズ
双葉社から映画公開と同日の2018年4月13日にコミカライズ版が発売された。作者は高田ミレイ。小学館の『コロコロコミックSPECIAL』2018年6月号にも読みきりとして前半部分が掲載された。

### テレビ放送
次作『新婚旅行ハリケーン 〜失われたひろし〜』の公開を記念する形で、2019年4月14日午前10時（『スペシャルサンデー』枠）よりテレビ用に編集されたものが地上波初放送された。翌年の映画はノーカットでエンディングのみ簡易的に流し放送された。
また翌週には同枠で、本作と同様にひろしがキーパーソンである『クレヨンしんちゃん ガチンコ!逆襲のロボとーちゃん』（2014年）が再放送された。
2週とも番組冒頭とラストでは本作のしんのすけ（着ぐるみ）の他、『騎士竜戦隊リュウソウジャー』のコウと、『仮面ライダージオウ』の常磐ソウゴが出演し、3番組合体企画「春のプレゼント祭り」のためのキーワードを発表した（他の2番組でも実施）。また、本作公開を記念して『リュウソウジャー』のエンディングダンスを、しんのすけがコウと共に踊った。

## あらすじ
春日部に古くからある中華街・アイヤータウン（哎呀街）にやってきたしんのすけ達カスカベ防衛隊は、「伝説のカンフー」と呼ばれる拳法「ぷにぷに拳」の修行に励んでいるマサオから「一緒にやらない？」と誘われる。最初は乗り気では無かったが、カンフー少女のランに惹かれたしんのすけにつられ、他のメンバーも渋々付き合う事に。
そんな中、食べたらヤミツキになると言われる謎のラーメン・ブラックパンダラーメンを食べた春日部の人々が次々と凶暴化して暴動を起こし、アイヤータウンを大混乱に陥らせる奇怪な事件が発生。アイヤータウンを守るためにカスカベ防衛隊は謎の組織との戦いに挑む。

## 本作のキャラクター

### アイヤータウンの住民
玉蘭（タマ・ラン）
ぷにぷに拳の師匠の一番弟子のカンフー娘。住み込みで働きながら修行に励みつつブラックパンダラーメンを研究し、対策を考えている。技のキレはもちろん、高速で動くプロペラを素手で止めたり袋とじを片手で破くなど、腕力もある。アクション仮面の大ファンで尊敬している。元々は孤児で、赤ん坊の頃に橋の下に捨てられていた所を師匠らに拾われ育てられた。
しんのすけと共に全ての奥義を修得した後、ぷにぷに真掌を得るため野原一家と共に中国にあるぷにぷにの精・プンプンがいる祠へと向かうも、「心が柔らかくない」と見限られ「勇者の秘薬」はしんのすけに与えられる事となる。しかし、しんのすけが飲むのを拒否したために自身が代わりに秘薬を飲んでぷにぷに真掌の力を得る。帰国後、ブラックパンダラーメンヒルズに乗り込み、その力でドン・パンパンとの決戦に打ち勝つも、秘薬の副作用により「過剰なる正義」が暴走してほんの小さな出来事でも「悪」とみなして成敗する残酷な性格へと変貌し、人々から避けられ孤立してしまう。最後はカスカベ防衛隊が練習していた「ジェンカ」を春日部市民と共に踊って正気を取り戻し、自身の未熟さを悟り、全てが終わった後はアイヤータウンを離れて世界を見て回る修行に出るためにしんのすけ達と別れを告げた。
師匠
ぷにぷに拳を教える老人。包子の店を経営している。しんのすけを「1000年に1人のぷにぷに」と見出し、修行を勧める。
ドン・パンパンに秘孔を突かれ、「パン・ツー・まる見え」としか言えなくなってしまう。ラン達が中国へ旅立った後、落ち込んでいたマサオと共に橋の下に隠れ住みながらマンツーマンで修行を行い、この最中にヤミツキ状態からの回復方法を発見する。事件解決後は元に戻り、ランに世界を見て回る修行を課した。
自室は可愛らしい内装で、しんのすけはランの部屋と勘違いした。
アグネス
飲茶店を経営する中年女性。ドン・パンパンに秘孔を突かれ、両手をキツネの形にされてしまう。事件解決後は元に戻り、アイヤータウンを去るランを見送った。
チョウ
氷屋を営む老人男性。ドン・パンパンに秘孔を突かれ、カニ歩きしか出来なくなってしまう。事件解決後は元に戻り、アイヤータウンを去るランを見送った。
ワン
蘭の中学時代の先輩。ドン・パンパンに秘孔を突かれ、「ワイルドだろぉ？」「そんなの関係ねぇ！」「35億」など一発ギャグを連発させられる。事件解決後は元に戻り、アイヤータウンを去るランを見送った。

### ブラックパンダラーメン
ドン・パンパン
ブラックパンダラーメンのボス（大店長兼会長・社長）にして本作の黒幕である巨漢。ブラックパンダラーメンを製造し、食べた人々を凶暴化させて町中を混乱に陥れる。笹やあらゆる物を食べる悪食。
ぷにぷに拳でも受け流せないほどの膂力に加え、秘孔を突くことで感情や行動をコントロールする闇突拳の使い手。非生物である麺生地の秘孔をも突くことが出来る。これにより客を洗脳してリピーターにすることが彼の目的であり、副次効果である凶暴化でアイヤータウンが荒れている事は気にも留めていない。監督によれば、実利主義、利己主義に振り切ったキャラクターで、快楽になびかないある種純粋な男。また“パンダを飼う”“笹を食う”などユーモラスな部分を取り入れ本当の意味で嫌われるキャラにはしなかった。
アイヤータウンに店舗と工場を備えた「ブラックパンダラーメンヒルズ」を作るため地上げを行っている。
真掌を伝承し、乗り込んだランと互角の勝負を繰り広げるが、しんのすけによって出来た隙を突かれ、ランに超絶平和主義状態にされて敗北した。最後はしんのすけ達のジェンカ拳によって一緒にジェンカに参加しており、その後、どうなったか不明。なお、彼らによって洗脳された人々もジェンカ拳によって正気を取り戻した。
黒黒（ヘイヘイ）
ドン・パンパンのペットの黒いジャイアントパンダ。パンパンと共にランと戦うが、しんのすけの手揉民民で骨抜きにされた。
ヌン、チャック
ブラックパンダラーメンの刺客でオカマ系イケメンの双子。オサレカンフーソーセージ拳の使い手で巨大なソーセージ型のヌンチャクを振り回す。黄色い髪に斑点のついたヌンチャクを持ってるのがヌン、緑の髪に赤いヌンチャクを持ってるのがチャック。
立ち退きの要求に一切応じない師匠とランに業を煮やした地上げ屋によって送り込まれるが、師匠のぷにぷに拳により一蹴され撤退する。終盤でランによって超絶平和主義状態にされてしまうが、最後はしんのすけ達のジェンカ拳によってジェンカに参加していた。
地上げ屋
ブラックパンダラーメンの刺客。
蘭と師匠に立ち退きを要求する。最後はしんのすけ達のジェンカ拳によってジェンカに参加していた。
ミヤ・ゾン
ブラックパンダラーメンの刺客。
「ギター拳法」と呼ばれる独自のカンフースタイルを繰り出す。実際はしんのすけ達にオリジナルソングを聴かせて時間稼ぎしただけであり、増援が追いつくとすぐに退散した。
最後はしんのすけ達のジェンカ拳によってジェンカに参加していた。

### その他
プンプン
ぷにぷに拳の最終奥義の鍵を握っている妖精。中国のとある秘境の祠に生息しているが、インターホンや防犯カメラなど現代的なセキュリティを取り入れている。やや悪質なパリピの持ち主。クトゥルー神話の邪神を想起させるような見た目であり、柔らかそうでぷにぷにしているけど、自由自在に変形可能。
作中では明かされないが、正体は宇宙人。宇宙全体に平和の種を蒔くことを目的としているが、彼らの言う平和とは、魂が抜けたような状態にして無防備状態にする事である。
眉なし園児・リーゼント園児
ふたば幼稚園のばら組園児二人組。
水飲み場を占領しようとマサオに絡むが、ぷにぷに拳を習っていたマサオの気迫で脅され撤退する。最後はしんのすけ達と共にジェンカ拳に参加した。
あらぽん
ブラックパンダラーメンを食べた一般客として登場。
ヤミツキになる成分が増したブラックパンダラーメンの実験台として利用させられるが最後はしんのすけ達と共にジェンカ拳によって正気を取り戻し、参加した。
くろぐろクローバーZ
ブラックパンダラーメンのCMに出演。

## 設定・用語
アイヤータウン
春日部にある中華系移民が造った中華街で本作の主な舞台。蘭の育った街でもある。
ぷにぷに拳
「伝説のカンフー」と呼ばれる拳法。これを極めた者は世界を平和にすると言われている。
一.ひとつひとより和毛和布（わけ わかめ）
わかめのように身体を撓らせて相手の攻撃を避ける。

二.ふたつふしぎに受身美学（うけみ びがく）
攻撃を受けた直後に「実は違うことをしようとしていた」と見せかける。

三.みっつみだらに猫手反発（ねこて はんぱつ）
手を猫の手にした状態で相手からの攻撃をガードする。

四.よっつよろしく糞転下肢（ふん ころがし）
逆立ちの状態から蹴りを繰り出す。

五.いつついつでも芋虫行脚（いもむし あんぎゃ）
体をシャクトリムシのように動かして音を立てずに移動する。ゴムがゆるゆるのズボンを穿いてから使用すると脱げてしまう欠点がある。

六.むっつむやみに手揉民民（ても みんみん）
相手の身体を揉みほぐして脱力させる。

七.ななつなんだか吸盤接吻（きゅうばん せっぷん）
口をタコのようにとがらせて壁に吸いつく。かなりの吸着力があり、数人係でも引き離せない。

八.やっつやっぱり柔軟弾丸（じゅうなん だんがん）
身体全体をボールのように丸くして跳ねる。

九.ここのつここから戦意尻失（せんい しりしつ）
尻を前方に突き出してから左右に動き回って相手の戦意を喪失させる。しんのすけの「ケツだけ星人」と同じ技。

十.とうでとうとうぷにぷに真掌（ぷにぷに しんしょう）
ぷにぷに拳の九つの奥義を会得した者だけがぷにぷに拳の聖地で得られるという最終奥義。
その正体は手から放つ波動を浴びせ、自分で考える事をしない脳内がお花畑の超絶平和主義状態にしてしまうという恐ろしい技。構える動作はアクション仮面の必殺技のアクションビームに似ている。
会得にはプンプンの持つ秘薬を飲むだけで、実はぷにぷに拳を極めていない人にも使える。ただしその秘薬を得るにはプンプンによるぷにぷに拳九つの奥義を極めているか、及び柔らかい心を持っているかの試験で認められる必要がある。強大な力であるため、心が柔らかくない者が使うとほんの些細な出来事やあらゆる存在までも悪とみなして成敗する残酷な性格に変貌して暴走してしまう。
ブラックパンダラーメン
食べるとヤミツキになり、凶暴化するラーメン。食べた者は目の回りがジャイアントパンダのように黒くなる。
ヤミツキの秘密は麺にあり、ドン・パンパンが麺生地に秘孔「一度食べたらヤミツキ」を突いて製麺する事でヤミツキ成分を生み出しているが、同時に副作用のムシャクシャ成分も生まれるため、凶暴化の原因となっている。普通の物を食べていればいずれ元に戻れる。
闇突拳（やみつきけん）
ドン・パンパンが使う拳法。相手の秘孔を突いてあらゆる行動をコントロールする事が出来る。対象が食べ物など、生物以外でも有効。
秘孔 “右肩上上（うけんあげあげ）”
相手の右肩の秘孔を突く。秘孔を突かれた相手は右肩が上がり続ける。

秘孔 “パンツーまる見え”
秘孔を突かれた相手は「パン・ツー・まる見え」としか言うことが出来なくなる。

秘孔 “木っ端微塵”
秘孔を突かれた相手（劇中では包子）は木っ端微塵になる。

秘孔 “一度食べたらヤミツキ”
麺生地を一瞬で製麺することの出来る秘孔。この秘孔こそがブラックパンダラーメンの秘密であり、食べた人間はヤミツキになり、凶暴化してしまう。

秘孔 “おれ史上最高に最強”
自分自身の尻穴に秘孔を突くことで肉体を強化することが出来る。

秘孔 “ポンポ・コチン”
秘孔を突かれた相手は死ぬまでポンポコチン体操を踊り続ける。作中ではランに向けて突こうとしたが失敗したため未遂に終わった。

ブラックパンダロボ
ドン・パンパンの波動、その他諸々を解析して開発された自動製麺パンダロボ。ドン・パンパンに負担がかかるため一日の製麺回数が限られる事を改善するために多数が量産される。
しかし、ドン・パンパンの闇突拳を完全に再現できていないため、パンダロボの製麺したラーメンを食べると正気を失うほどの副作用が発生してしまう。
クレーマーを物理的に排除するための戦闘能力も持たされている。

## キャスト
- 野原しんのすけ - 矢島晶子
- 野原みさえ -  ならはしみき
- 野原ひろし - 森川智之
- 野原ひまわり - こおろぎさとみ
- シロ / 風間トオル - 真柴摩利
- 桜田ネネ - 林玉緒
- 佐藤マサオ - 一龍斎貞友
- ボーちゃん - 佐藤智恵
- 玉蘭 - 潘めぐみ[15]
- ドン・パンパン - 廣田行生
- ヌン - 真殿光昭
- チャック - 置鮎龍太郎
- ぷにぷにの精 - 水島裕
- よしなが先生 - 七緒はるひ
- まつざか先生 - 富沢美智恵
- 上尾先生 - 三石琴乃
- 隣のおばさん - 鈴木れい子
- ヨシりん - 阪口大助
- ミッチー - 大本眞基子
- ふかづめ竜子 - 伊倉一恵
- 魚の目お銀 - 星野千寿子
- ふきでものマリー - むたあきこ
- かすかべ書店店長 - 京田尚子
- 中村 - 稀代桜子
- 四郎 - 桜井敏治
- 神田鳥忍 - 大塚みずえ
- アグネス - 片岡富枝
- チョウ - 宮澤正
- ワン - 木村雅史
- 地上げ屋 - 勝杏里
- TVCM - 大西健晴
- パジャマの男 - 五島慎
- 眉なし園児 - 橘U子
- リーゼント園児 - 花藤蓮
- 店長 - 町田政則
- 客引き - 後藤光祐
- 研究員 - 利根健太朗、山本格、園部好德、古川裕隆
- イケメン - 浅利遼太、菅原雅芳
- 店員 - 船木まひと、武内健、板取政明、北村謙次、中村精道
- 青年 - 岩端卓也
- 女性アナウンサー - 設楽麻美
- くろぐろクローバーZ - ももいろクローバーZ（特別出演）
- ミヤ・ゾン - みやぞん（ANZEN漫才、特別出演）[7]
- あらぽん - あらぽん（ANZEN漫才、特別出演）[7]
- 師匠 - 関根勤（特別出演）[7]

## スタッフ
- 原作 - 臼井儀人（らくだ社）
- 脚本 - うえのきみこ
- 作画監督 - 針金屋英郎、原勝徳、大森孝敏、末吉裕一郎
- キャラクターデザイン - 三原三千夫、末吉裕一郎
- 美術監督 - 三原伸明、西村隆
- 色彩設計 - 山﨑大輔
- 撮影監督 - 梅田俊之
- ねんどアニメ - 石田卓也
- 音楽 - 荒川敏行、大谷幸
- 音響監督 - 大熊昭
- 編集 - 村井秀明
- プロデューサー - 山﨑智史、村上弓、鈴木健介
- 監督 - 髙橋渉
- 絵コンテ - 髙橋渉、橋本昌和、三原三千夫、久野遥子、美月輝
- 演出 - 鈴木大司、三原三千夫、髙橋渉
- 作画監督補佐 - 神戸佑太
- プロップデザイン - 原勝徳
- デジタルワークス - 飯塚智香
- プロローグ・エンディングアニメーション - 久野遥子
- 動画検査 - 小原健二
- CGI - つつみのりゆき、飯塚智香
- 特殊効果 - 佐藤香織（アニメフィルム）
- 音響効果 - Fizz Sound Creation 松田昭彦
- 制作進行 - 佐藤創太、加賀山悠、北野巧、後藤亘、勝見恵、中野郁、李承信、佐藤喬彦 / 岡野孝規
- 制作デスク - 近藤慶一
- 制作協力 - 亜細亜堂
- 制作 - シンエイ動画、テレビ朝日、ADK、双葉社
- 配給 - 東宝

## 主題歌
- オープニングテーマ「キミに100パーセント」（ワーナーミュージック・ジャパン/unBORDE）
  - 作詞・作曲・編曲 - 中田ヤスタカ / 歌 - きゃりーぱみゅぱみゅ
- エンディングテーマ - 「笑一笑 〜シャオイーシャオ!〜」（キングレコード）
  - 作詞 - 只野菜摘 / 作曲・編曲 - invisible manners / 歌 - ももいろクローバーZ
- 挿入歌 - 「ブラックパンダラーメン讃歌（原曲:リパブリック讃歌）」
  - 作詞 - 芝久保徹 / 作曲 - John William Steffe(PD) / 編曲 - 荒川敏行 / 歌 - くろぐろクローバーZ
- 挿入歌 - 「ジェンカ」
  - 作詞・作曲 - R.Lehtinen / 日本語訳 - 亜蘭知子 / 歌 - 橋幸夫、ひばり児童合唱団
- 挿入歌 - 「PROJECT A」（1984年）
  - 作詞 - James Wong / 作曲 - Michael Lai（中国語版）
- 挿入歌 - 「かすかべ防衛隊のうた 〜アイヤーバージョン〜」
  - 作詞 - 芝久保徹 / 作曲 - 白川明 / 編曲 - 荒川敏行 / 歌 - 東京混声合唱団、杉並児童合唱団

## 映像ソフト化
2018年11月9日に、バンダイビジュアルよりBD&DVDにて発売。
テレビCMには、本作のゲスト声優で師匠を演じた関根勤が出演している。